# Leiophron rufipennis
Leiophron rufipennis är en stekelart som beskrevs av Loan 1974. Leiophron rufipennis ingår i släktet Leiophron och familjen bracksteklar. Inga underarter finns listade i Catalogue of Life.